# 뉴게이트 감옥

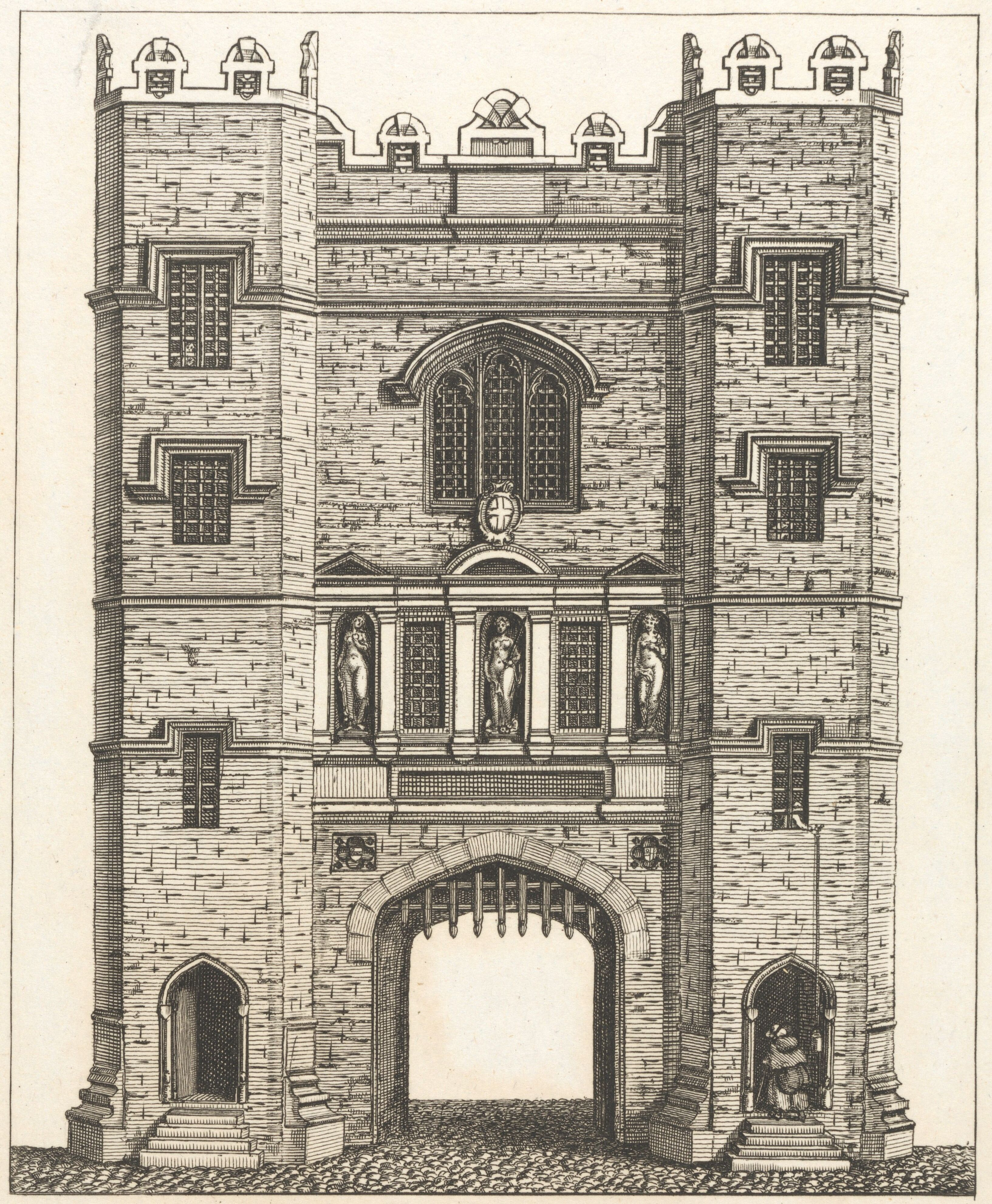
18세기에 헐리고 새로 지어지기 전의 뉴게이트 감옥.

뉴게이트 감옥(Newgate Prison)은 1188년부터 1902년까지 700년 이상 존재한 런던의 감옥이다. 처음에는 시티오브런던 내부, 옛 런던 성곽의 일곱 문 중 하나인 뉴게이트 자체를 감옥으로 사용했으며, 12세기에 재건축되었다가 1777년에 헐리는 등 여러 차례 해체와 재건을 반복했다. 1902년에 완전히 헐린 뒤 그 자리에는 올드 베일리(중앙형사재판소)가 세워졌다.

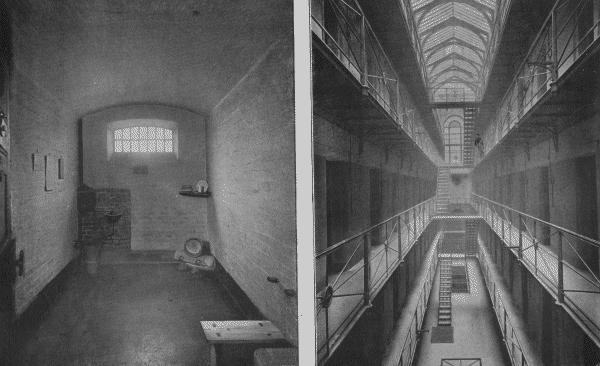
1896년의 뉴게이트 감옥 내부.